# Micronchodesmus centralis
Micronchodesmus centralis är en mångfotingart som beskrevs av Filippo Silvestri 1903. Micronchodesmus centralis ingår i släktet Micronchodesmus och familjen Chelodesmidae. Inga underarter finns listade i Catalogue of Life.